# Robodrone Industries
Robodrone Industries je česká firma, která vyvíjí a vyrábí průmyslové drony pro těžký náklad a související inteligentní navigaci, komunikační systémy a cloudové služby. Provádí i výcvik pilotů dronů.
Je též zakládající člen Aliance pro bezpilotní letecký průmysl.
Mezi hlavní produkty firmy patří:
- hexakoptéry KingFisher
- drony řady Sparrow, Hornet a SuperHornet
- gimbaly Robodrone a Flyrecord
- baterie pro drony značky "Drone energy" atd.

V roce 2014 firma uvedla na trh dron s nosností 15 kg.